# Johann Nathanael Lieberkühn
Johann Nathanael Lieberkühn (1711-1756) (* Berlim, 5 de Setembro de 1711 † Berlim, 7 de Outubro de 1756), foi médico, anatomista e físico alemão

## Biografia
Era filho de Johannes Christianus Lieberkühn, profissão ourives. Para atender a vontade de seu pai, estudou inicialmente teologia, depois frequentou por três anos o Ginásio Magdeburgo de Halle, antes de entrar na Academia em Jena, onde ele estudou matemática, mecânica e filosofia natural. Por influência do médico e iatromatemático Georg Erhard Hamberger (1697-1755), estudou química, anatomia e fisiologia, onde teve como professores Hermann Friedrich Teichmeyer (1686-1744) e Johann Adolph Wedel (1675-1747). 
Em 1733 foi para Rostock, onde seu irmão exercia o posto de pregador e lhe bastaram poucos sermões para se dedicar a interesse que mais lhe interessavam. O seu gosto pela ciência foi logo reconhecido pelo teólogo protestante Johann Gustav Reinbech (1683-1741), que o apresentou ao rei da Prússia, Friedrich Wilhelm I (1688-1740). O rei o liberou da carreira desejada pelo seu pai, e que havia morrido nesse período, de maneira que ele pode se dedicar totalmente à ciência e à medicina. Como resultado de seu trabalho em Jena, foi nomeado "fellow" da Academia de Ciência de Berlim, em 1735. De lá, partiu para outros centros, tendo também estudado na Universidade de Leiden. Lá, teve como professores Bernhard Siegfried Albinus (1697-1770), Herman Boerhaave (1668-1738), Hieronymus David Gaubius (1705-1780) e Gerard van Swieten (1700-1772). Em Leiden, defendeu sua tese com o título "De vulvula coli et usu processus vermicularis", recebend em seguida seu diploma de doutor em medicina.
Em 1740, viajou para Londres onde se tornou membro da Royal Society, em seguida, passou vários meses em Paris. Retornando ainda nesse ano, estabeleceu-se em Berlim, onde praticou medicina no Colégio Médico Cirúrgico até a sua morte aos 45 anos de idade.  Ali, construiu instrumentos matemáticos e ópticos, atuou como médico e professor, mas nunca foi professor do ensino médio. No Teatro de Anatomia trabalhou como Professor de Cirurgia junto com August Schaarschmidt (1720-1791).
Além de seus trabalhos fisiológicos, Lieberkühn foi muito conhecido por suas preparações de amostragens médicas -- as quais foram apresentadas até o século XIX, especialmente em Moscou, como verdadeiras obras de arte. Suas amostragens eram preparadas principalmente com injeções de fluidos contendo cera dentro de cavidades, criando formas relativamente estáveis. As Criptas de Lieberkühn (glândulas intestinais) foram batizadas em sua homenagem. Ele descreve tudo isto com detalhes em sua obra "De fabrica et actione vollorum intestinorum tenuium hominis", escrita em 1745. Lieberkühn produziu também instrumentos ópticos, desenvolvendo depois o Microscópio óptico, que ele tinha visto pela primeira vez em Amsterdam. Seus microscópios usuais usados para estudos dos vasos sanguíneos eram chamados de "Wundergläser" (vidros maravilhosos) por seus contemporâneos.
Após a morte de Lieberkühn, esta coleção chegou às mãos de Gottfried Christoph Beireis (1730-1809) por meio de Lorenz Heister (1683-1758). Todas as suas obras foram impressas em 1782, em Londres, por John Sheldon (1752–1808).
Seu irmão Samuel Lieberkühn (1710–1777) foi um teólogo e pregador alemão.

## Obras
- De fabrica et actione villorum intestinorum tenuium hominis. Lejda, C. & G. J. Wishof, 1745, (ilustração de Pieter Lyonnet (1708-1789)).
- De plumbi indole.
- De valvula coli et usu processus vermicularis. Lejda, 1739.
- Description d’un microscope anatomique. Berlin 1745.
- Dissertatio anatomico-physiologica de fabrica et actione villorum intestinorum tenuium hominis, 1742
- Dissertatio medica inauguralis, de valvula coli et usu processus vermicularis, 1739
- Dissertationes quatuor, omnia nunc primum in unum collecta... Londyn, 1782
- Index praeparatorum anatomicorum, illustris ac celeberrimi Lieberkühnii, 1762
- Memoria
- Sur les moyens propres à découvrir la construction des viscères. Berlin 1748